# موميتازون/فورموتيرول
موميتازون/فورموتيرول يُباع تحت الاسم التجاري دوليرا وغيرها، هو دواء مركب بجرعة ثابتة يستخدم في العلاج طويل الأمد للربو. وهو يحتوي على موميتازون الستيرويد وفورموتيرول وناهض المستقبلة الأدرينية-بيتا مديد المفعول. يوصى به فقط لمن لا يكون استخدام الستيرويد المستنشق كافيًا. يستخدم عن طريق الاستنشاق. لا ينبغي استخدامه لتدهور المفاجئ للربو.
تشمل الآثار الجانبية الشائعة الصداع والتهاب الجيوب الأنفية. قد تشمل الآثار الجانبية الأكثر خطورة داء المبيضات الفموية، مثبطات المناعة وأمراض الحساسية، و إعتام عدسة العين. لا ينصح باستخدامه لمن تقل أعمارهم عن اثني عشر عامًا. لم يتم دراسته أثناء الحمل أو الرضاعة الطبيعية. يعمل الموميتازون عن طريق تقليل الالتهاب بشكل فعال بينما يعمل فورموتيرول عن طريق إرخاء العضلات الملساء في الشعب الهوائية.
تمت الموافقة على التركيبة للاستخدام الطبي في الولايات المتحدة في عام 2010. لا يتوفر إصدار عام اعتبارًا من عام 2019. في عام 2017، كان الدواء الأكثر شيوعًا في الولايات المتحدة، مع أكثر من مليون وصفة طبية. لم تتم الموافقة على استخدامه في الاتحاد الأوروبي.

## الاستخدام الطبي
يُستخدم في علاج الربو على المدى الطويل. لا يستخدم لعلاج التشنج القصبي الحاد. وإنما للتخفيف من الأعراض الحادة، يجب توفير موسع قصبي سريع المفعول قصير الأمد (مثل السالبوتامول).

## تحذيرات واحتياطات
تخضع ناهض المستقبلة الأدرينية-بيتا مديد المفعول (LABAs) لتحذير الصندوق الأسود من احتمال زيادة خطر الوفاة المرتبطة بالربو. ينتمي فورموتيرول إلى فئة أدوية LABA. ونظرًا لعدم وجود بحوث كافية في وقت نشر الدراسة لتحديد ما إذا كان معدل الوفيات المرتبطة بالربو قد ازداد بالستخدام فورموتيرول، لذلك تُوصي إدارة الغذاء والدواء الأمريكية بستخدام ناهض المستقبلة الأدرينية-بيتا مديد المفعول إلا في حالة المرضى الذين لا يخضعون للسيطرة الكافية على الأدوية الأخرى للتحكم في الربو أو الذين تتطلب شدة مرضهم بدء العلاج المزدوج.

## آثار جانبية
كانت الآثار الجانبية الأكثر شيوعًا : داء المبيضات الفموي، والغثيان والصداع، وألم في البلعوم أو الحنجرة. نادراً ما يتم الإبلاغ عن الآثار الجانبية (التي تحدث في أقل من 1% من المرضى أثناء التجربة السريرية) وتشمل: عدم انتظام دقات القلب وخفقان القلب، جفاف الفم، رد فعل تحسسي ( تشنج قصبي، التهاب الجلد، شرى) التهاب البلعوم وتشنجات عضلية، رعشة ودوخة ة الأرق والعصبية وارتفاع ضغط الدم. يجب على المرضى الذين يعانون من رد فعل تحسسي أو زيادة صعوبة التنفس أثناء استخدام هذا الدواء التوقف عن استخدامه على الفور والاتصال بطبيبهم.

## وصلات خارجية
- "موميتازون فوروات". بوابة المعلومات الدوائية. المكتبة الوطنية الأمريكية للطب. مؤرشف من الأصل في 2020-10-01.
- "فورموتيرول فومارات". بوابة المعلومات الدوائية. المكتبة الوطنية الأمريكية للطب. مؤرشف من الأصل في 2020-10-01.